# Cité de la Muette (film)
Pour les articles homonymes, voir Cité de la Muette.
Pour plus de détails, voir Fiche technique et Distribution.
Cité de la Muette est un film documentaire français réalisé par Jean-Patrick Lebel, sorti en 1986.

## Synopsis
Documents et témoignages sur le camp de Drancy, principal centre d'internement des juifs français et étrangers arrêtés avant leur déportation pendant la Seconde Guerre mondiale.

## Fiche technique
- Titre : Cité de la Muette
- Réalisation : Jean-Patrick Lebel
- Photographie : Dominique Chapuis
- Société de production : Périphérie Production
- Pays d’origine :  France
- Genre : Documentaire
- Durée : 90 minutes
- Date de sortie : France, 1986

## À propos du film
- Selon Lucien Steinberg[1], « Jean-Patrick Lebel a comblé une lacune : jamais un film n'a été fait sur le camp de Drancy. La Cité de la Muette a servi entre 1941 et 1944 de camp de concentration et de déportation »